# 肖思远
肖思远（1996年12月3日—2020年6月15日），男，河南延津人，中国人民解放军陆军烈士、一等功臣。新疆军区边防第363团机动步兵营战士，在2020年6月中印加勒万河谷冲突中牺牲。后被中央军委追记个人一等功。

## 生平
1996年，肖思远出生于河南省新乡市延津县石婆固镇东龙王庙村。入伍前在河南农业职业学院2014级汽修3班就讀。2016年5月，肖思遠在學校應徵入伍。
2020年6月，印軍越線搭設帳篷，祁發寶帶官兵前往交涉。大量印军渡河与祁发宝等人对峙，对方用钢管、棍棒、石块发起攻击，祁发宝成为重点攻击目标。营长陈红军带人立即突入重围营救团长，摄像取证的肖思遠也冲到前沿投入战斗，在冲突中牺牲。退役军人事务部褒扬纪念司会同中央军委政治工作部相关部门认真研究情况。当月，包括陈在内的4名官兵全部被评定为烈士。
2021年2月19日《解放军报》头版报道，中央军事委员会追记肖思远一等功。

### 纪念
肖思远牺牲后，葬于河南省新乡市延津县烈士陵园。他家人在整理遗物中翻到他的战地日记。
|                  | 我们就是祖国的界碑，脚下的每一寸土地，都是祖国的领土。 |
| ——肖思远战地日记 |                                                        |

2021年11月25日，经上级批准，王焯冉烈士所在村（河南省延津县石婆固镇龙王庙村）民兵连被命名为“王焯冉民兵连”，王焯冉的母亲杨素香受聘为编外指导员。

## 脚注
1. ↑  也有新闻报道称其生日为1996年10月，[4]疑为其农历生日。